# Văn tế
Văn tế chữ Nho là tế văn (祭文),  còn có tên gọi là, kì văn hoặc chúc văn là một thể loại trong văn học Việt Nam. 

## Giải thích
Thời xưa, trong thủ tục tế lễ trời đất, núi sông thường có bài văn cầu chúc. Về sau, khi chôn cất người thân người ta cũng dùng văn tế để tưởng nhớ người đã mất.
Cùng với sự phát triển của xã hội, nội dung văn tế cũng ngày một phong phú thêm. Đó là sự uất ức về cảnh nước mất nhà tan, xót thương cho những người dám hi sinh vì nghĩa lớn, lên án bất công như Văn tế nghĩa sĩ Cần Giuộc của Nguyễn Đình Chiểu, Văn tế đồng bào chết vì nạn bão lụt ở Nghệ - Tĩnh của Phan Bội Châu...; hay bộc lộ nỗi đau thương có pha lẫn tiếng cười trong Văn tế sống vợ của Trần Tế Xương, mỉa mai giễu cợt trong Văn tế thuốc phiện, Văn tế xôi thịt của tác giả khuyết danh, châm biếm và đả kích trong Văn tế Cutxô của Nguyễn Văn Từ...
Văn tế nói chung là loại văn đọc khi tế, cúng người chết (trong một số trường hợp đặc biệt cũng dùng để tế lễ người sống); bởi vậy nó có hình thức tế - hưởng. 

## Hình thức
Về hình thức, văn tế có thể là văn vần, văn xuôi và biền văn.
Một bài văn tế thường có các phần:
- Lung khởi: luận chung về lẽ sống chết, thường bắt đầu bằng mấy chữ "Than ôi", "Than rằng", "Thương ôi"...
- Thích thực: kể phẩm hạnh, công đức, cuộc đời của người đã chết, thường bắt đầu bằng mấy chữ " Nhớ cha (linh, ông) xưa"...
- Ai vãn: nói lên niềm thương tiếc đối với người đã chết, thường bắt đầu bằng mấy chữ "Hỡi ôi" hoặc "Ôi"...
- Kết: bày tỏ lòng tiếc thương và lời cầu nguyện, lời mời của người đứng tế đối với linh hồn người chết, thường bắt đầu bằng mấy chữ "con (tôi, chúng tôi, bản chức…) nay" và kết lại bằng mấy chữ "Phục duy", "Thượng hưởng"...

Tuy nhiên, do văn tế có thể được viết theo nhiều lối, cho nên tùy theo người viết chọn thể loại nào đấy, sẽ phải tuân thủ tính quy định của thể loại đó.
Thí dụ:
- Song thất lục bát:  Văn tế thập loại chúng sinh của Nguyễn Du.
- Văn xuôi: "Văn tế chị" của Nguyễn Hữu Chỉnh.
- Tán': "Văn tế một công chúa"' của Mạc Đĩnh Chi.
- Văn vần có đối: "Văn tế Trương Quỳnh Như" của Phạm Thái.
- Phú cổ thể hoặc lưu thủy: tức làm theo kiểu "Bài phú sông Bạch Đằng" của Trương Hán Siêu...

Nhưng thông dụng nhất là lối văn tế làm theo thể phú, nhất là phú Đường luật như Văn tế Võ Tánh và Ngô Tùng Châu và biến thể của lối này.
Bài văn tế phỏng theo phú Đường luật về cách thức hiệp vần (thường dùng một vần), đặt câu bằng trắc giống như phú; riêng lối đặt câu (kiểu: cách cú, gối hạc, song quan...) có phần uyển chuyển và linh hoạt hơn, như bài Văn tế nghĩa sĩ Cần Giuộc của Nguyễn Đình Chiểu...

## Một số đoạn văn tế mẫu
Văn tế làm theo lối văn xuôi:
Than ôi! Dòng nước chảy về đâu, biết có về Đông Hải vậy chăng?
Hồn phách chị ở đâu, biết có về Đông Hải vậy chăng?
Hay là nơi bồng hồ lãng uyển, hay là nơi tứ phủ thành đô, ao vàng khơi thẳm, biết là thăng giáng ở nơi nào, bụi còn một chút hình hài đưa về đất cố hương, muôn nước nghìn non, xa khơi cách trở
Ôi! Kiếp nhân sinh là thế, như bóng đèn, như mây nổi, như lửa đá, như chiêm bao, giây phút nên không, dù nhẫn trăm năm cũng chẳng mấy...
...Giang đình một lá, quải biệt đôi nơi. Chín suối là đâu? Có linh xin hưởng.
(Trích bài Văn tế chị của Nguyễn Hữu Chỉnh)
Văn tế làm theo lối tán:
Thanh thiên nhất đoá vân
Hồng lô nhất điểm tuyết
Thượng uyển nhất chi hoa
Dao trì nhất phiến nguyệt
Y! Vân tán, tuyết tiêu
Hoa tàn, nguyệt khuyết
青天一朵云，
烘炉一点雪。
上苑一枝花，
瑶池一片月。
唏！云散雪消，
花残月缺。
Dịch nghĩa: 
Một đám mây trên trời xanh,
Một giọt tuyết trong lò trời,
Một cành hoa trong vườn nhà vua,
Một vầng trăng ở dưới ao tiên.
Than ôi! Mây tản, tuyết tan,
Hoa tàn, trăng khuyết.
(Văn tế một công chúa của Mạc Đĩnh Chi)